# Parafia św. Józefa w Opolu-Szczepanowicach
Parafia Świętego Józefa – rzymskokatolicka parafia położona jest przy ulicy Prószkowskiej 74 w Opolu. Parafia należy do dekanatu Opole-Szczepanowice w diecezji opolskiej. 

## Historia parafii
Parafia została erygowana w 1929 roku, po podziale parafii Podwyższenia Krzyża Świętego w Opolu. Kościół parafialny wybudowano w latach 1928–1929.
Proboszczem parafii w latach 1991–2020 był ksiądz prałat Zygmunt Lubieniecki. Od 26 sierpnia 2020 roku funkcje proboszcza pełni ksiądz doktor Sławomir Pawiński.

## Liczebność i zasięg parafii
Parafię zamieszkuje 8100 mieszkańców, zasięgiem duszpasterskim obejmuje ona ulice:
- Barona,
- Biasa,
- Chmielowicką,
- M.C. Skłodowskiej,
- Dworską,
- Gospodarczą,
- Hlouszka,
- Krapkowicką (nr parzyste i nieparzyste od 12 do 77),
- Kwoczka,
- Mehla,
- Morysa,
- Odrodzenia,
- Parkową,
- Poliwody,
- Prószkowską (nr nieparzyste i parzyste od 51 do 185),
- Słoneczną,
- Stara Droga,
- Stawową,
- Sąsiedzką,
- Tęczową,
- Urbana,
- Wasylewskiego,
- Wilczka,
- Winowską,
- Wojska Polskiego (nr nieparzyste od 17 do 21),
- Wróblewskiego,
- Wyszomirskiego,
- Żniwną,
- Wiosenną.

### Szkoły i przedszkola
- Publiczna Szkoła Podstawowa nr 10 w Opolu,
- Publiczna Szkoła Podstawowa nr 28 w Opolu,
- Publiczne Przedszkole nr 36 w Opolu.

### Inne kościoły i kaplice
Na terenie parafii znajdują się kaplice:
- w Domu Opieki św. Franciszka w Opolu,
- w Domu Pomocy Społecznej bł. o. Alojzego Ligudy w Opolu[5].

## Proboszczowie po 1945 roku
- ks. Karol Tokarz
- ks. Hubert Skomudek
- ks. Zygmunt Lubieniecki[4]
- ks. Sławomir Pawiński[4]

## Grupy parafialne
- Orkiestra dęta,
- Ministranci,
- Lektorzy,
- Schola,
- Dzieci Maryi,
- Nadzwyczajni Szafarze.
- Chór,
- Rodziny Szensztackie,
- Bractwo św. Józefa,
- Stowarzyszenie Józef,
- Żywy Różaniec,
- Duszpasterstwo Pielgrzymkowe[5].